# Rémi Saudadier
Rémi Saudadier (né le 20 mars 1986 à Dijon) est un joueur français de water-polo évoluant au poste de pointe.
Il a évolué au Wasserfreunde Spandau 04 après avoir notamment été à l'Olympic Nice Natation. Il joue actuellement au cercle 93. Il est aussi membre de l'équipe de France de water-polo masculin depuis 2007.
En 2024, il est finaliste du championnat de France de waterpolo avec le Cercle 93 mais lui et son équipe sont finalement vaincus par le cercle des nageurs de Marseille.